# Aspergillus nidulans
Aspergillus nidulans (Aspergillus nidulans (Eidam) G. Winter) – gatunek grzybów z rzędu kropidlakowców (Aspergilales). Gatunek kosmopolityczny, występujący na całym świecie, głównie w ciepłych rejonach.

## Systematyka i nazewnictwo
Pozycja w klasyfikacji według Index Fungorum: Aspergillus, Aspergilaceae, Eurotiales, Eurotiomycetidae, Eurotiomycetes, Pezizomycotina, Ascomycota, Fungi.
Takson ten po raz pierwszy opisany został w 1883 r. jako Sterigmatocystis nidulans przez Eidama, w 1884 r. został zakwalifikowany przez H.G. Wintera do rodzaju Aspergillus i według Index Fungorum nazwa podana przez tego autora jest prawidłowa. Później przez różnych autorów opisywany był pod różnymi nazwami i zaliczany do różnych rodzajów, Wyróżniono też w jego obrębie różne podgatunki, odmiany i formy. Według Index Fungorum obecnie wszystkie one są synonimami Aspergillus nidulans.

- Sterigmatocystis nidulans Eidam 1883
- Aspergillus nidulans mut. nidulans (Eidam) G. Winter 1884
- Diplostephanus nidulans (Eidam) Langeron 1922
- Emericella nidulans (Eidam) Vuill. 1927
- Aspergillus nidulans var. albus J.L. Yuill
- Aspergillus nidulans var. nidulans (Eidam) G. Winter 1884
- Sterigmatocystis nidulans var. nicollei Pinoy 1906
- Aspergillus nidulans var. nicollei (Pinoy) Pinoy 1907
- Diplostephanus nidulans var. nicollei (Pinoy) Neveu-Lem. 1921
- Aspergillus nidulans var. cesarii Pinoy 1915
- Diplostephanus nidulans var. nidulans (Eidam) Langeron 1922
- Emericella nidulans var. nidulans (Eidam) Vuill. 1927
- Aspergillus nidulans mut. fertilion Henrard 1933
- Aspergillus nidulans var. fertilior Henrard 1933
- Aspergillus nidulans var. imminutus Henrard 1933
- Aspergillus nidulans var. latus Thom & Raper 1939
- Emericella nidulans var. lata (Thom & Raper) Subram. 1972
- Aspergillus nidulans var. acristatus Fennell & Raper 1955
- Emericella acristata (Fennell & Raper) Y. Horie 1980
- Aspergillus nidulans var. echinulatus Fennell & Raper 1955
- Emericella echinulata (Fennell & Raper) Y. Horie 1980
- Aspergillus nidulans var. dentatus D.K. Sandhu & R.S. Sandhu 1963
- Emericella dentata (D.K. Sandhu & R.S. Sandhu) Y. Horie 1980
- Aspergillus heterothallicus Kwon-Chung, Fennell & Raper 1965
- Emericella heterothallica (Kwon-Chung, Fennell & Raper) Malloch & Cain 1972
- Emericella nidulans var. acristata Subram. 1972
- Emericella nidulans var. echinulata Godeas 1972
- Emericella nidulans var. dentata Subram. 1972
- Aspergillus nidulellus Samson & W. Gams 1986

## Morfologia
Na podłożu Czapeka (CzA) kolonia rośnie wolno, na MEA szybciej, wzrastają płaskie, koloru ciemnozielonego albo miodowożółtego; spód kolonii jest ciemnopurpurowy. Główki konidioforów mają kolumnowy układ zarodników. Metule mają 5–6 × 2–3 μm długości, fialidy 5–9 × 2–3 μm. Zarodniki są okrągłe, pomarszczone, półprzeźroczyste, w skupiskach zielone, o średnicy 3,0 × 4,0 μm.

## Występowanie
Występuje na całym świecie, szczególnie na rozkładających się szczątkach roślinnych.

## Znaczenie
- Jest częstą przyczyną oportunistycznych zakażeń u ludzi, zarówno jako jedyny patogen jak w infekcjach mieszanych[2]. Wywołuje chorobę zwaną aspergilozą[6].
- Jest przyczyną grzybicy skóry, paznokci, zapalenia zatok przynosowych, zapalenia kości i szpiku, zapalenia płuc, ropnia mózgu, oka u ludzi[7]
- Jest szczególnie częsty u chorych z przewlekłą chorobą ziarniniakową[5].
- Jest przyczyną infekcji u bydła, koni, nosorożców, kaczek i gołębi[2].